# Ginglymostomatidae
Ginglymostomatidae – rodzina kosmopolitycznych, morskich ryb chrzęstnoszkieletowych z rzędu dywanokształtnych (Orectolobiformes).

## Zasięg występowania
Wody oceaniczne strefy tropikalnej i subtropikalnej zachodniego Oceanu Atlantyckiego i wschodniego Oceanu Spokojnego.

## Cechy charakterystyczne
Dwie płetwy grzbietowe bez kolców, płetwa odbytowa obecna. Otwór gębowy z wąsikami. Ciało osiąga długość od 75 cm do 4,3 m. Jajożyworodne. Łagodne rekiny, niesprowokowane nie stanowią zagrożenia dla człowieka.

## Klasyfikacja
Rodzaje zaliczane do tej rodziny:
- Ginglymostoma Müller & Henle, 1837
- Nebrius Rüppell, 1837 – jedynym przedstawicielem jest Nebrius ferrugineus (Lesson, 1831)
- Pseudoginglymostoma Dingerkus, 1986 – jedynym przedstawicielem jest Pseudoginglymostoma brevicaudatum (Günther, 1867)